# Turok 2: Seeds of Evil
Turok 2: Seeds of Evil és un videojoc d'acció en primera persona, per a Nintendo 64, Windows 9x, i Game Boy Color. Fou llançat el 1998 i està basat en una sèrie de còmics d'Acclaim Comics, Turok. Va ser un joc que es va avançar als de la seva època, mostrant uns gràfics increïbles i un arsenal d'armes vast i creatiu. A més, va ser un dels primers jocs de N64 a utilitzar l'augment de RAM de l'Expansion Pak com Star Wars: Rogue Squadron, Top Gear OverDrive i NFL Quarterback Club '99.
El joc difereix alguna cosa del seu predecessor, estant més inspirat en una de les bombes de la N64 d'aquella època, GoldenEye 007. Ara hi havia una sèrie d'objectius a realitzar, opcions per al comandament per a jugadors que ja van jugar al GoldenEye 007 un Styracosaurus per cavalcar com el tanc i una mode multijugador. El joc també gaudeix de més música d'orquestra que de jungla, com en l'anterior joc. A més, els enemics són intel·ligents, cobrint-se del foc, atacant en grups i, algunes vegades, fugint del personatge quan porta i utilitza una arma devastadora. Els jugadors també poden elegir qualsevol arma immediatament durant el joc amb un menú bé pensat, el qual sembla que va inspirar a la seqüela "espiritual" de GoldenEye 007, Perfect Dark. El joc conté gran quantitat d'escenes sanginàries permetent al jugador arribar a desmembrar els enemics. El joc conté gran quantitat de veus en les escenes cinemàtiques que utilitzen el motor del joc, una cosa bastant rara en els jocs de N64.
Els nivells són enormes i de gran varietat, anant des de ciutats destruïdes a jungles passant per coves i fins i tot per naus especials. El joc sofreix d'algunes caigudes en la taxa de frames que realment no van ser solucionats amb l'Expansion Pak i de llargues distàncies entre llocs per guardar la partida. Al final de cada món, el jugador es veu forçat a defensar els pals d'energia Tòtem de l'atac enemic.

## Història
El joc comença amb el nou Turok, Joshua Fireseed, apareixent a través d'un portal davant d'una persona de pell blava anomenada Adon. Ella li explica que ha estat cridat pel Senyor de Lost Land (la Terra Perduda), Lazarus Concordance, per vèncer una poderosa entitat alienígena anomenada The Primagen.
El Primagen és una criatura empresonada durant un llarg període a les restes de la seva aeronau després d'intentar conquerir Lost Land i segellament mitjançant cinc dispositius cridats els Tòtems d'energia. Ara, a causa de les nostres accions en el primer Turok, ha mobilitzat diverses criatures, el seu propi exèrcit de tropes artificials de Dinosoid i altres que ha comprat amb la promesa d'armes i recursos, per intentar destruir aquests objectes.
La tasca de Turok és bastant simple; ell ha de localitzar els cinc Tòtems d'energia i destruir totes les forces mobilitzades per atacar-les, i llavors destruir al mateix Primagen per acabar l'amenaça creada sobre Lost Land des que ell està. Durant el transcurs de l'aventura, ell ha de vèncer a les armades de Primagen mentre adquireix els ancians poders màgics dels Talisman Chambers.
En el transcurs del joc, una misteriosa entitat, anomenada Oblivion, intentarà frustrar l'aventura de Turok creant falses còpies dels portals enviant a llocs habitats pels seus servents, els Flesh Eaters. Aquesta part de l'argument donarà lloc a la continuació.

## Resposta
La resposta a Turok 2 immediatament després del seu llançament va ser molt positiva, amb una nota en la N64 Magazine més alta que Goldeneye 007 en una anàlisi de la versió de prellançament. Tanmateix, això va anar seguit de quantitat de crítiques. El baix framerate va ser altament criticat, amb alguns nivells, en particular l'escenari final d'Oblivion, on es notava bastant aquesta baixada en el framerate danyant la jugabilitat. A més, el joc té una boira als llocs oberts (evitant els problemes per moure polígons), encara que es pot destacar que el joc té menys boira que en la seva anterior versió.
On major crítica va rebre va ser en l'estructura dels nivells; especialment els nivells "The Lair of the Blind Ones" i "The Hive of the Mantids", el qual era fàcil acabar on tornades o perdre's a causa de la semblança entre moltes àrees. L'escassetat d'enemics era una altra pega del joc; alguns nivells consten de quatre o cinc tipus d'enemics únics, però havien grans àrees que no contenien enemics en tota ella. A més, el joc requeria que el jugador completés tots els objectius del nivell (fins i tot ha de complir algunes missions no especificades) i el jugador no pot progressar fins a no completar tots els objectius.
L'última crítica va anar sobre la poca quantitat de munició i ítems de vida, que feia que el jugador fora sota de munició i vida en certs moments mentre que més endavant el jugador se les veien negres per poder vèncer l'enemic sense amb prou feines ítems i munició obligant el jugador a racionar la munició.
També, aquest joc va frustrar alguns jugadors perquè, com amb la majoria dels títols d'Acclaim en la N64, no es podia salvar al cartutx sinó que es necessitava el memory pak.
Però malgrat totes aquestes crítiques, el joc incloïa diverses coses destacables per a l'època:
- Posseïa un dels millors apartats gràfics de l'època sent dels millors títols que van aprofitar la potència gràfica de la Nintendo 64.
- Los enemics podien ser matats eliminant parts del seu cos segons la potència de l'arma i del lloc on impacti l'arma.
- Un alt nivell gore. Els enemics podien ser assassinats eliminant parts del seu cos (segons la potència i impacte de l'arma) amb grans quantitats de sang contenint escenes molt gores per a l'època. Això es feia més especial en un catàleg com la Nintendo 64 que contenia pocs jocs violents.
- Se podien recuperar les fletxes que es llançaven (és un petit detall utilitzat actualment per diversos títols).

## Mons i Enemics
El joc està divideixo a sis mons principals, havent-hi una secció principal, una secció Hub perquè puguin accedir als nivells i una lluita final contra Primagen quan es recuperen totes les claus de Primagen. Cada món conté un nombre de claus per a més tard accedir a mons ocults. Molts mons no indiquen tots els seus objectius; requereixen sovint que el jugador trobi les càrregues de stachel sense haver-ho dit.

### Nivell 0.The Hub (El Centre)
Realment no és un nivell com a tal, sinó que aquesta àrea apareix quan es completa la primera missió. Consisteix en una àrea central bastant gran amb sis camins que en condueixen cada un a un portal blau de teletransport. Aquests transports porten a diversos nivells; inicialment, tots els portals es troben tancats amb uns pals rectangulars per a les claus davant d'elles, excepte per al primer món. Quan tots els pals que es troben davant d'un portal s'obren, el portal s'obre permetent accedir a l'esmentat món.
A més, al mig de l'illa central hi ha un petita estructura en la qual s'han de col·locar les claus de Primagen; quan es col·loquen totes les claus, el terra es contreu permetent l'accés a l'últim cap final.
Aquesta àrea es troba suspesa en l'espai amb el portal de cada àrea envoltat per objectes que mostren el tema del nivell, com|com a grans banderes de Purlinn per a The Death Marshes o els toadstools de la mort i molsa per a The Lair of the Blind Ones.

### Nivell 1.The Port of Adia (El port d'Adia)
El primer nivell és un poble, destruït per les tropes de dinosaures de Primagen. Turok ha de salvar els presoners i activar els fars de socors. Un objectiu, no especificat, és localitzar les bateries del poder dels fars. .
The Port of Adia és el nivell més curt del joc. Es troben nombroses petites explosions i moltes escenes cinemàtiques on Adon introdueix el jugador a la cambra dels Talismans i en l'Oblivion Warps. Conté sis claus, suficients per desbloquejar el segon i tercer nivell.
En l'esmentat nivell començarem amb un simple arc que amb prou feines utilitzarem abans d'aconseguir la pistola.
Talismà: Cap
Enemics que apareixen per primera vegada:
- Raptors — És un dinosaure Theropoda de mida mitjana. Els raptors poden atacar amb les seves grapes i dents, i són bastants ràpids amb la capacitat de saltar llargues distàncies.
- Compys — És un dinosaure Theropoda petit com un ocell. Són molt febles (amb un simple tret n'hi ha prou per acabar), però són extremadament ràpids i simpre es troben en grups, atacant la seva presa mitjançant una mossegada seguida d'un so semblant als ocells.
- Raptoids — Criatures de pell groga semblants als dinosaures amb passos molt llargs, sol atacar a galop, que només poden atacar en espais tancats. Aquests són els primers enemics que el jugador s'enfronta.
- Endtrails — Grans dinosaures amb un potent arma d'energia a la seva mà esquerra el qual integra una espasa per al combat cos a cos. A més d'utilitzar la seva arma d'energia i de ser forts en el combat tancat, ells poden llançar granades|magranes i en posteriors fases són capaços d'utilitzar un vestit que els fa invisibles. Si tenen moltes ferides i punt de morir són capaços d'autodestruir-se.
- Sentinels — Grotesques criatures humanoides que s'autodenominen Flesh Eaters', que clamen servir al seu mestre "Oblivion". Són molt ràpids i estan armats de granades|magranes i una llarga espasa serrada.
- Death Guards — Grans criatures semblants als Sentinels que posseeixen una armadura blava i posseeixen una potent arma d'energia de llarga abast. També porten armes i són bastant mortals en distàncies curtes.
- Lords of the Flesh — Vistos en les escenes cinemàtiques d'"Oblivion", les quals trobarem en posteriors nivells, són enormes criatures més grans que els Death Guards amb una armadura vermell. Utilitzen encanteris màgics per invocar atacs de projectils i també tenen una gran força que danya greument l'oponent, sobretot en les curtes distàncies.

### Nivell 2.Slaughter by the River of Souls (Matança pel riu de les ànimes)
Una ciutat construïda als bancs d'un misteriós riu amb aigua altament tòxica anomenat "River of Souls" (el Riu de les ànimes). Els habitants van aprendre que l'energia Tòtem era capaç de purificar les aigües mortals creant una ciutat poderosa; tanmateix, les seves forces militars van créixer febles permetent a l'enemic devastar-lo. En la profunditat de la ciutat, les tres germanes fantasmals de la desesperació estan revivint zombis, mentre les portes de les ànimes no es destrueixin continuaran apareixent més.
Fins i tot que el Talisman Breath of Life és adquirit, els instants en l'aigua poden ser mortals. El nivell comença amb una seqüència on turok cavalca als lloms d'un Styracosaurus armat amb el qual ha de destruir diverses instal·lacions i barreres per accedir dins de la ciutat. En les profunditats de la ciutat se'n troba una llarga Necròpoli on Turok ha de vèncer les germanes de la desesperació.
Talismà: Leap of Faith (El salt de la fe).
Enemics que apareixen per primera vegada:
- Gun turret(Torreta) — Un doble canó automàtic instal·lat en una torreta rotable, la torreta pot ella mateixa pujar o enfonsar-se en veure el jugador.
- Búnquer — Un simple canó automàtic situat en portes concretes.
- Artillery — Un canó pesant de morter que ataca utilitzant uns explosius mortals.
- Leapers — Dinosaures amb llargs braços i mans amb grapes que es mouen saltant com les granotes. Ataquen amb les seves grapes i poden nedar.
- Deadmen (Zombis) — Zombis humanoides que es troben en els últims moments d'aquesta fase. Se'ls pot identificar pels grunyits que fan i són capaços d'arrencar-se membres i llançar parts del seu propi cos com un atac a distància (no poden fer aquest atac si el jugador ha tret l'opció de sang del menú principal) i d'atacar amb les seves grapes en distàncies curtes. Algunes vegades continuen perdent atacant encara la part inferior del cos arrossegant-se cap al jugador per atacar.
- Lords of the Dead (Senyors de la mort) — Zombis de gran mida que s'assembla a un dinosaure. Són molt forts i perillosos en curtes distàncies i poden crear boles de foc per atacar en llargues distàncies.
- Sisters of Despair (Germanes de la desesperació) — Tres "caps" que es troben en l'àrea de la Necròpoli. Només tenen un tors, de dona, que flota en l'aire. A més tenen banyes, grapes a les mans, els ulls blancs i són calbes. Ataquen amb poderoses màgies per a la distància mitjana|mitja i invoca els zombis per atacar el jugador.

### Nivell 3.The Death Marshes (Els pantans de la mort)
Aquesta àrea és un pantà fosc i perillós que és la llar de les criatures Purlinn (les quals semblen com a granotes) els quals donaven suport en armament, munició i armadures a Primagen a canvi de la seva ajuda. Turok ha de salvar un nombre de soldats humans, que han estat fets presoners, i destruït les instal·lacions d'emmagatzemament de munició. Un objectiu sense especificar és que es necessita trobar càrregues explosives per destruir aquestes instal·lacions de munició.
Com en l'anterior missió, un dels perills més comuns és l'aigua tòxica verda, encara que deixarà de ser un perill en aquest nivell des que s'obté el Talismà Breath of Life, el qual és adquirit aquí. La ruta d'aquesta fase ocorre a través d'una gran quantitat de pobles i fortaleses dels Purlinn i inclou gran quantitat de batalles en llargs ponts contra ordes d'enemics.
Talisman: Breath of Life (El respir de la vida).
Enemics que apareixen per primera vegada:
- War Clubs — El clàssic enemic a Purlinn, és una criatura enorme de pell verda semblant a un simi que ataqui en llocs tancats o llançant-se cap al jugador en certes àrees. Alguns poden realitzar ones de xoc.
- Gunners — Un Purlinn petit amb una metralleta de fusta que dispara pedres.
- Juggernauts — Un Purlinn equipat amb una gran armadura i una espasa enorme que incorpora una arma semblant al rifle de Plasma del mateix Turok.
- Wasps — Grans insectes voladors que ataquen amb poderoses picadures per a l'atac cos a cos. Són generades per un rusc; si la destrueixes ja no tornen a aparèixer més.
- Cave Worms — Cucs que es troben amagats sota terra o sota l'aigua del pantà atacant amb les seves llargues llengües.
- Fire Worms — Petites versions dels caveworms que ataquen mossegant i escopint boles de foc.
- Skimmers — Petits cucs que ataquen mossegant el jugador.

### Nivell 4.The Lair of the Blind Ones (El cau d'aquells que són cecs)
Són coves fosques infectades d'unes criatures cridades Blind Ones, que s'assemblen als Morlock, les quals estan cec però que tenen un gran sentit de l'olor i de l'oïda sent tan efectius com altres enemics (s'especula que aquestes criatures poden ser parentes dels "Flesh Eaters" encara que no es confirma en cap moment del joc). Turok ha de segellar tres vents termals per atrapar per sempre els Blind Ones. Un objectiu sense especificar és trobar les càrregues explosives per fer l'anterior.
Aquesta zona conté llacs de lava bullent com un perill afegit i enemics fets de foc. El nivell és enorme i costa diverses hores completar-lo i pots perdre't fàcilment a causa que moltes àrees són visualment idèntiques causant aquesta confusió; això i el petit nombre d'objectius i punts per guardar fan que et perdis fàcilment. El nivell comença des del punt més alt, descendint a través d'espectaculars cavernes connectades per túnels estrets i claustrofòbics. Arribant al final de la fase, el jugador es trobarà amb un poble poblat de Blind Ones, i seguit d'una batalla per protegir l'Energia Tòtem seguit de la primera lluita contra un cap.
Talisman: Heart of Fire (El cor de foc)
Enemics que apareixen per primera vegada:
- Sentinels — Uns humanoides de pell groga armats amb granades i llargs destrals.
- Guardians — Són semblants als Sentinel Blind Ones encara que una mica més grans. Els Guardians estan armats amb un club que es dobla com un arc i pot disparar en llargues distàncies. Alguns són capaços d'invocar cucs de focs que ataquen també el jugador.
- Nalas — Una estranya criatura semblant a un goblin amb peus llargs i mans minúscules que ataquen escopint àcid.
- Fireborn — Creaturas que s'assemblen als Endtrails (els seus grunyits són gairebé iguals), fets de lava i amb grans ullals. Deixen ardents trepitjades per on passen i són immunes al llançaflames i ataquen amb foc i són mortals en el combat cos a cos.
- Hatchling spiders — Són aranyes assassines de diferents mides i colors, sent tan petits com un gat fins a tan grans com un petit cavall. Realitzen un característic xerric i només poden atacar mossegant encara que solen atacar en grans grups.
- Adult spiders — Aranyes monstruosament grans que poden moure's usant les corretges. Tenen una poderosa mossegada i pot escopir àcid al jugador.

Jefe:
- The Blind One — Una enorme criatura el cos de la qual ocupa tota la caverna del voltant. La seva principal característica és un immens ull que es troba al sostre. Ataca amb escopits d'àcid de les seves boques, clavant amb els seus tentacles i mitjançant larves (que s'assemblen als cucs).

### Nivell 5.The Hive of the Mantids (El rusc dels Màntids o Pregadeus)
El rusc és la llar d'unes criatures com Amantis. Turok ha de destruir diversos embrions de Mantid Reinas i l'ordinador central del rusc per prevenir que els Mantid usin les portes de l'esquerda per envair la terra. Un objectiu sense especificar és destruir el generador de l'escut principal del rusc i recollir quatre càrregues d'explosius per destruir l'ordinador central.
El rusc està dividit en diverses barreres d'escuts que Turok ha de destruir per progressar. El rusc és un altre nivell molt llarg i conté àrees amb aigua i lava tòxiques al llarg de nombrosos clots. A més, no conté cap enemic introduït en la primera fase excepte els Flesh Eater.
Talisman: Whispers (Xiuxiueigs).
Enemics que apareixen per primera vegada:
- Heavy gun turret — Una arma doble enorme i de gran abast que es veu al principi del nivell, disparant descàrregues similars als trets dels Death Guards.
- Ceiling gun — És una arma muntada al sostre present a diverses habitacions.
- Mites — Petits insectes que surten dels huegos o apareixen en quantitats dels forats a la paret. Ataquen mossegant i algunes vegades es poden veure més grans a causa del creixement. De tant en tant se'n pot veure alguna al rusc tan gran com un Worker i se'n poden veure moltes de tan grans protegint la Mantid Reina.
- Workers — Criatures bastant petites que no són agressives si no se'ls molesta. Tenen sis membres i salten utilitzant quatre d'elles i usant les altres dues per atacar si se'ls molesta o se'ls ataca, normalment emeten un so alhora.
- Drones — Aquestes criatures Mantid estan armades amb armes d'energia i equipades amb jetpacks permetent-los volar.
- Soldiers — És l'elit dels Mantid armada amb poderosos escuts, són criatures de color bru armats amb poderoses armes d'energia i són letals en les distàncies curtes. Els protegeix una pesant exoesquelet de tot.

Jefe:
- La Reina Mantid — Una enorme criatura que resideix dins d'un capoll al cor del rusc. Té armes d'energia a ambdues mans i pot llançar orbes explosives de foc des del seu abdomen, també llança una ràfega massiva i danyosa del seu tors. Està protegit per una gran quantitat de Mites.

### Nivell 6.The Primagen's Lightship (L'aeronau de Primagen)
Dins de l'arenave de Primagen, bastant destruït però operacional com a vaixell de guerra, trobarem poderosos guardes biomecánicos. Turok ha de recalibrar el poder dels generadors i destruir un nombre de plantes d'asamblaje utilitzades per crear bio-bots, per erradicar tota la vida a Lost Land si Primagen fos derrotat. L'objectiu, sense especificar, és recuperar 16 condensadors d'Ió, quatre per a cada generador.
L'interior de la nau consisteix, sobretot, en passadissos estrets; l'interior de la nau és fosc amb unes estructures d'aspecte orgànic. Un dels objectius ens connecta amb l'argument de la fase 2; es descobreix que les cèl·lules d'energia de l'aeronau produeixen l'aigua tòxica del River of Souls a causa del seu funcionamento. Recalibrar-los permetrà que l'aigua de River of Souls es purifiqui. L'arma definitiva s'obté finalment en aquest nivell que és l'Energy Totem.
Talisman: Eye of Truth (L'ull de la veritat).
Enemics que apareixen per primera vegada:
- Sentry Gun — Són unes metralletes estàtiques situades estratègicament per defensar la nau que apareixen de sobte del sostre sense previ avís.
- Trooper — Una criatura biomecànica enorme amb la cara com un calamar(que s'assembla a la cara de Cthulhu) armada amb una arma d'energia de gran abast amb una baioneta que la criatura pot utilitzar en espais tancats.
- Bio-bot — Una criatura robòtica que consisteix en un tors a sobre d'una roda, en comptes d'utilitzar unes cames; es mou arrossegant-se amb les seves dues mans i pot disparar explosions d'energia des dels seus ulls o atacar des de prop amb les seves grapes.
- Elit Guard — Criatures enormes i amb pesants armadures similars als Troopers, amb doble canó|gorja d'energia i la capacitat de camuflar-se.

Cap:
- "Mother" — Una criatura enorme d'un ull només lluitant en una gran caverna en la qual sorgeixen mutants quan se'l va danyar. Quan li creixen tentacles de les seves mans i se li destrueixen llavors apareixen convertides en insectes. Utilitza el seu enorme cos i membres per a tacar en les distàncies curtes i pot vomitar unes estranyes criatures, com peixos, que poden volar per atacar. A més, pot utilitzar un poderós atac sònic per a les llargues distàncies.

### Nivell 7.The Primagen (Enemic final)
La batalla ocorre en el pont d'operacions de l'aeronau on es troba el mateix Primagen. Encara que la nau no es trobi sota el seu control, les trampes i abelles robòtiques en aquesta habitació es troben operacional i són molt perilloses.
Enemics que apareixen per primera vegada:
- Dimorphodon — Una versió mecànica del Pterosauria que ataca intentant xocar contra el jugador. El Primagen els invonca sortint des dels buits laterals de l'àrea on s'està lluitant.

Jefe:
- The Primagen — Una criatura enorme i horrible amb el cervell exposat, ales enormes com els insectes i uns membres com els crancs. El Primagen ataca usant les abelles de la sorra, un dispositiu que llança bombes enormes i la seva pròpia gamma d'atacs a distància curta i mitja. Pot curar-se a si mateix quan està molt danyat cridant furiós "You dare?!".

## Armes i objectes
El joc conté un total de 23 armes utilitzables o dispositius com a armes, a més d'usar vehicles armades amb dos més. La quantitat de munició per a aquestes armes són relativament baixes i l'ítem backpack del joc original ha estat eliminat. Les armes a Turok 2 funcionen a l'estil "Doom" - no necessiten ser recarregades per tornar a disparar.

### Armes
(Molt dolentes)
- Flare — És un dispositiu que s'encén en la foscor durant un temps limitat mitjançant una flamarada verda innòcua. Es carrega molt lentament després d'usar-la però té munició il·limitada.
- Talon — És l'espasa per defecte (de petita mida) la qual es troba lligada amb una corretja a la mà dreta de Turok. Pot ser usada sota l'aigua.
- War Blade — Versió millorada del Talon. Són dues llargues làmines lligades a les mans de Turok permetent-li desmembrar els enemics. També pot ser usada sota l'aigua.
- Bow (Arc)— És el primer arma de Turok. Usa fletxes que poden ser recuperades del cos de l'enemic, encara que algunes vegades desapareixen. A més, arriben més lluny els trets|tirs quan més s'aguanti el botó de tret.
- Tek Bow — Versió millorada de l'arc que permet llançar fletxes explosives (aquestes no es poden recuperar) i a més té un zoom que permet usar-lo com una arma de francontirador.
- Pistol — L'arma de foc bàsic del joc. És una pístola semiautomàtica.
- Mag .60 — És la millora de la pistola i és una pístola d'assalt que dispara en ràfegues de tres.
- Tranquilizer Gun — Una arma no letal que es fa servir per ensopir als enemics temporalment; diversos trets|tirs seguits sí que poden ser letal per a l'enemic.
- Charge Dart Rifle — Versió millorada del Tranquilizer Gun. Dispara una ràfega elèctrica deixant l'enemic en un estat de xoc permetent a Turok evitar-lo o matar-lo fàcilment amb qualsevol arma. Deixar el botó de disparament abans de ser usada fa que el mal de xoc sigui més durador.
- Shotgun — Aquesta escopeta de doble canó|gorja és una arma poderosa amb un tret lent que pot usar munició normal o explosiva.
- Shredder — Versió millorada del Shotgun. Els trets poden rebotar sobre les parets per donar els blancs. Pot utilitzar munició normal o explosiva. La munició corrent es fragmenta en contactar amb una superfície mentre que l'explosiva rebota d'un costat a altres com una ràfega de gran abast.
- Plasma Rifle — Dispara explosions de plasma com un rifle; és relativament lent amb bastant retrocés. Té un espiell que pot ser utilitzat com a franctirador en el cas del qual l'efecte de so i tret canvien.
- Firestorm Cannon — Un minigun futurista basat en energia.
- Sunfire Pods — Una arma com a granades enfocada per vèncer els enemics blind, el qual conté l'essència del sol. Els Blind Ones, els quals són febles al sol, poden ser eliminats i cremat amb això.
- Cerebral Bore — Una arma alienígena que es dirigeix a l'activitat cerebral (fent-ho inútil contra enemics poc intel·ligents). Quan es localitza a l'objectiu i es dispara, un projectil segueix l'enemic i trepa al seu crani a la recerca del cervell extraient-li els fluids cerebrals i explotant a continuació, decapitant-lo.
- Proximity Fragmentation Mine (PFM) Layer — Una arma llançadora de mines terrestres que, quan l'enemic el trepitja, li pot tallar els peus fins i tot destruir petites criatures. Té molt poca munició i no fa gaire mal.
- Grenade Launcher — Llança granades esfèriques que es llancen i exploten als pocs segons o a l'instant si impacten amb un enemic.
- Scorpion Missile Launcher — Un llançador de coets que llança tres homing missiles (míssils perseguidors) una a un.
- Flame Thrower — És un llançaflames que llança una constant flama que és capaç d'il·luminar llocs foscos i és molt poderosa en distàncies curtes.
- Razor Wind — Una arma circular amb punxes que funciona com un bumerang sent capaç d'infligir dany|mal a distància fins i tot decapitar o desmembrar l'enemic. Funciona llançat cap a l'enemic i aquesta torna automàticament quan xoca amb una paret o recorre certa distàncies, trobant-se xopa de sang si ha tocat l'enemic.
- Nuke — És l'arma definitiva el qual s'acobla quan el jugador troba totes les seves peces. Ha de carregar-se abans de ser llançada. L'efecte és alentir el moviment de l'enemic mentre els trossos esclaten violentament. S'obté just abans de la batalla final amb Primagen; aquesta arma no té cap efecte amb Primagen.
- Harpoon Gun — És una arma bàsica que es fa servir sota l'aigua; com amb l'arc, poden recuperar-se la munició que s'ha perdut.
- Torpedo Launcher — És un llançador de míssils sota l'arma que es fa servir sota l'aigua. A més, té un sistema de propulsió que permet anar més ràpid sota l'aigua.
- Styracosaurus Weapons — Utilitzant al Styracosaurus com un tanc es pot utilitzar per envestir els enemics, utilitzant les banyes del cap, i utilitzar el canó|gorja que porta equipat i un parell de llançacoets

### Ítems
- Talismans — Es necessita per progressar a través dels nivells. Turok ha de trobar els Talismán Chambers per rebre els talismans que el gratificaran amb noves habilitats en certes àrees. La majoria es necessiten per trobar les claus de Primagen.
  - Leap of Faith — Permet a Turok saltar llargues distàncies tocant una rajola per realitzar salts especials.
  - Breath of Life — Permet a Turok trepitjar a través de les aigües verdes verinoses que hi ha, per exemple, en el nivell 2 "river of souls".
  - Heart of Fire — Permet a Turok caminar a través de la lava.
  - The Whispers — Permet a Turok fer-se que se'l llisqui cap a dalt trepitjant sobre les rajoles especials.
  - Eye of Truth — Permet a Turok veure a través de camins ocults, els quals apareixen com a translúcids. Si intentes passar pels cáminos que et mostra l'Eye of Truth sense posseir-la no podràs passar com si no existissin aquests camins. Per tant, es necessita aquest talismà per veure i travessar els esmentats camins.
- Feathers — Són utilitzats pels talismans a canvi dels seus poders.
- Tokens — Com en el joc anterior, els símbols groc i vermell poden ser trobats escampats pel terreny; un símbol vermell dona deu grocs i amb cent trossos col·leccionats aconsegueixes una vida extra (i s'escolta un crit "I am TUROK! ")
- Health — Els ítems de salut venen en diferent varietat de mides però tots tenen forma de creu; està la platejada [+2 de salut fins a un màxim de 200], Blau [+25 de salut fins a un màxim de 100], Taronja [en restaura tota la vida fins a 100] i Groga [+100 de salut fins a un màxim de 200].
- Key ítems — Aquests ítems s'utilitzen en el joc per obrir portes com les pedres tallades en el nivell The Lair of The Blind Ones.
- Level keys — En tots els nivells però normalment pel final, hi ha diverses claus amagades; n'hi ha sis al primer món mentre que només tres hi ha en la resta. Aquestes claus calen per entrar a qualsevol dels mons del 2 al 6; però l'últim món requereix 6 claus.
- Primagen keys — Només hi ha una clau de Primagen a cada món i normalment requereix l'ús d'un Talismà, que se sol obtenir en un món posterior, per ser recuperat.
- Flashlight — En diversos nivells amb quantitat de zones fosques es pot aconseguir aquest ítem. Durant un temps limitat ens farà llum solar cap a la direcció|adreça que Turok està mirant però les seves bateries s'acaben ràpid.
- Satchel Charge — S'utilitza per destruir objectius. Ens donarà un curt compte enrere i llavors explota destruint on s'havia posat o causant una sèrie d'explosions.

## Multijugador
El joc té una manera multijugador de fins a quatre jugadors on es poden elegir diversos personatges cada un amb diferent força i debilitats. El personatge més destacable és el Raptor que com en el joc Alien versus Predator, el Raptor es troba limitat a utilitzar atacs en llocs tancats (a causa que no utilitza armes, només les seves grapes) però és extremadament ràpid i àgil.
Els personatges que es poden elegir són:
- Johnny fireseed-the que és l'heroi del joc.
- Tal set-the heroi del primer turok.
- Campainer- principal dolent del primer turok.
- Raptor- dinosaure de mida mitjana, no usa armes sinó les seves grapes.
- Adon- la noia de pell blava que ajuda durant tot el joc.
- Dino guy.
- Pur'lin- el més gran però pitjor de manejar.

Hi ha disponibles tres modes de joc: un típic tots contra tots (deatmatch), un tots contra tots però en equip (team deatmatch) i una manera original anomenada "Frag Tag". El Frag Tag és una manera divertit i interessant en la qual, quan comença el joc, un personatge es transforma en mona|granota, sense la possibilitat d'atacar i amb poca salut encara que s'és més àgil. La tasca del jugador convertit en mona|granota és arribar a un dels específics llocs creats en aquest nivell; en arribar a aquest punt, el personatge torna al seu personatge normal i un dels altres personatges es converteix en mona|granota. Si et maten, tornes a aparèixer com a mona|granota.

## Trucs/Curiositats
Hi ha una manera en la qual el jugador pot introduir contrasenyes per aconseguir trucs com totes les armes, elegir nivell fins i tot posar grans tossuts per als enemics. Destaca que existeix un supertruc que s'escriu "BEWAREOBLIVIONISATHAND" en la versió de N64, i "OBLIVIONISOUTTHERE" en la versió de PC, en el qual s'activen tots els trucs disponibles. Com curiositat, sembla que quan van crear la segona part, a més de per aquest truc, ja estaven pensant en la tercera part "Turok 3: Shadow of Oblivion".
< BR>

Hi ha un error en la manera multiplayer que permet, utilitzant un truc, canviar de fase durant la manera multijugador que permetia als jugadors que estaven jugant en aquell moment jugar a les missions individuals (el mode història) cooperativamente; aquesta caracterísitica estava afegida en les primeres versions del joc però que va ser eliminada en la versió final. La causa és que no es podia arribar gaire lluny perquè els teletransports i els portals no funcionen en aquesta manera provocant bloqueigs ocasionals. Tanmateix, la batalla contra els caps finals pot fer-se molt divertida utilitzant aquest truc. De totes maneres, existeix una manera de jugar tot el joc utilitzant aquest truc mitjançant l'Action Replay o Gameshark que fixen els portals d'enllaços entre les àrees del joc.

## La versió de GameBoy/GameBoy Color
La versió de GameBoy Color dista molta de les versions de les germanes més grans quant a qualitat gràfica però no quant a diversió. Aquesta versió va ser realitzada pel grup de desenvolupament espanyol Bit Managers, acompanyant el llançament de la GameBoy Color, que va realitzar una magnífica versió aprofitant la petita potència de la GameBoy. Al contrari que les altres versions, es poden utilitzar contrasenyes per passar a través dels nou nivells que consta el joc en les seves tres dificultats de joc (fàcil, mig i difícil). A més, el joc passa en cas de ser un joc d'acció en primera persona a un joc en tercera persona amb visió zenital.